# Pseudotorymus africanus
Pseudotorymus africanus är en stekelart som först beskrevs av Crosby 1909.  Pseudotorymus africanus ingår i släktet Pseudotorymus och familjen gallglanssteklar. Inga underarter finns listade i Catalogue of Life.